# Зязюн Іван Андрійович
Іва́н Андрі́йович Зязю́н (3 березня 1938, с. Пашківка, Ніжинський район, Чернігівська область — 28 серпня 2014, с. Пашківка, Ніжинський район, Чернігівська область) — 1-й Міністр освіти і науки України, директор Інституту педагогічної освіти і освіти дорослих Національної академії педагогічних наук України, академік Національної академії педагогічних наук України, Заслужений працівник вищої школи УРСР, доктор філософських наук, професор.

## Біографія
Народився 3 березня 1938 року в селі Пашківка, Ніжинського району, Чернігівської області в родині колгоспників.
Закінчивши із відзнакою семирічну Пашківську (1952) та середню Галицьку загальноосвітні школи, у 1955 р. розпочав свою трудову діяльність на посаді завідувача сільського клубу.
- 11.1955-07.1956 — завідувач будинку культури у с. Пашківка.
- 07.1956-08.1956 — колгоспник у колгоспі «Перемога» с. Пашківка.
- 08.1956-01.1958 — учень, гірничо-промислове училище № 5, м. Свердловськ, Луганської області.
- 02.1958-07.1959 — вихователь, гірничо-промислове училище № 5, м. Свердловськ, Луганської області.
- 07-09.1959 — заступник директора з культурно-масової роботи гірничо-промислової школи № 72 м. Володарки, Свердловського району, Луганської області.
- 09.1959-06.1964 — студент філософського факультету Київського університету імені Т. Г. Шевченка.
- 08.1964-08.1966 — асистент кафедри філософії Дніпропетровського сільськогосподарського інституту.
- 09.1966-09.1968 — аспірант кафедри філософії Київського університету імені Т. Г. Шевченка.
- 08.-11.1968 — старший викладач кафедри філософії Театрального інституту імені І.Карпенка-Карого (м. Київ).
- 11.1968-01.1970 — старший викладач кафедри філософії Дніпропетровського сільськогосподарського інституту.
- 02.1970-02.1971 — завідувач лабораторії творчих процесів Театру опери і балету ім. Т. Г. Шевченка (м. Київ).
- 02.1971-03.1975 — старший викладач, доцент кафедри філософії Київського театрального інституту ім. І.Карпенка-Карого.
- 03.1975-09.1990 — ректор Полтавського педагогічного інституту ім. В. Г. Короленка.
- 03.08.1990-12.12.1991 — Міністр освіти і науки України (по 24.08.1991 — як міністр народної освіти УРСР)[2].
- 05.1992-11.1993 — завідувач лабораторії естетичного виховання Інституту педагогіки Міністерства народної освіти України.
- 12.1993-28.8.2014 — директор Інституту педагогічної освіти і освіти дорослих НАПН України.

Помер 28 серпня 2014 року.
Похований на цвинтарі с. Пашківка, Ніжинського району Чернігівської області.

## Звання і нагороди
Доктор філософських наук, професор, дійсний член НАПН України.
Плідну працю відзначено урядовими нагородами, почесним званням «Заслужений працівник вищої школи УРСР» (1988), Відзнакою Президента України — Орденом «За заслуги» ІІІ ступеня (1998), ІІ ступеня (2003), І ступеня (2008), орденом «Дружби народів» (1981), медаллю «Антона Макаренка» (1986), орденом «Трудового Червоного Прапора» (1987), медаллю «Ветеран праці» (1987), Почесною грамотою Кабінету Міністрів України (2003).

## Праці
Автор понад 350 наукових праць, серед яких підручники, навчальні та навчально-методичні посібники, монографії з проблем педагогічної майстерності, неперервної професійної освіти, етики та естетики, теорії української та зарубіжної культури, зокрема: «Основы педагогического мастерства» (1987, 1989); «Педагогічна майстерність» (1997); «Краса педагогічної дії» (1998); «Неперервна професійна освіта: проблеми, пошуки, перспективи» (2000); «Педагогіка добра» (2000).